# Mahmoud Saber
Mahmoud Saber Abdelmohsen Hassan (arab. ‏محمود صابر عبدالمحسن‎‎; ur. 30 lipca 2001) – egipski piłkarz grający na pozycji pomocnika w egipskim klubie Pyramids FC. Uczestnik Letnich Igrzysk Olimpijskich 2024 w Paryżu.

## Sukcesy

### Egipt U-23
- Wicemistrz Afryki U-23: 2023[3]